# 沃辛顿泉 (佛罗里达州)
沃辛顿泉（英語：Worthington Springs），是美国佛罗里达州下属的一座城镇。建立于1963年。面积约为0.9平方公里（约合0.4平方英里）。根据2010年美国人口普查，该市有人口196人。论人口在本州排行第397。